# 水曜馬スペ!
「水曜馬スペ!」（すいよう うまスペ）はグリーンチャンネルの競馬・馬事文化の単発ドキュメンタリーを放送する番組枠。

## 放送日時
出典：
- 初回放送：水曜日 23:00 - 24:00（原則として第1・3水曜日更新）
- 再放送
  - 金曜日 14:00 - 15:00
  - 日曜日 20:00 - 21:00
  - 月曜日 18:00 - 19:00
  - 翌週水曜日 0:00 - 1:00（火曜深夜）

他随時

## 主な放送内容
出典：
- 僕はカナダで騎手になる - カナダで日本人騎手として活躍する福元大輔に密着したドキュメンタリー。
- キャプテン渡辺のオンライン競馬パーティー - キャプテン渡辺をはじめ、グリーンチャンネルにゆかりのある競馬解説者・コメンテーターが、2020年の新型コロナウイルス以後、競馬観戦の形態がネットやグリーンチャンネルなどのテレビなどにシフトしていく中で、ネットでの中継をつないで、馬券を楽しむ様子を2回シリーズ（年末年始は2時間前後の1回完結）で紹介する（レギュラーメンバー：キャプテン渡辺、鈴木ショータ、津田麻莉奈、稲富菜穂）。
- 井崎脩五郎の続・ニッポン競馬史 - 井崎が日本の競馬史上に残る名馬について、鈴木淑子との対談仕立てで紹介する。
- G-FM 走れ!ミュージックリクエスト - 井門宗之が競馬愛好家のタレントをゲストに迎えるディスクジョッキー風の競馬バラエティーで、毎回テーマに沿ったレースの思い出を視聴者から募集し、それに関連する楽曲を交えて振り返るというもの。
- 2歳馬カタログ - 毎年6月の新馬戦開幕前のタイミングで、5月に2回に分けて放送される（ナレーション：田村ゆかり）。
- 目指せ!ジョッキーベイビーズ - 毎年7月〜10月までに行っている全国ポニー競馬選手権「ジョッキーベイビーズ」各地区の出場選手や地区予選レースなどのハイライトシーンを放送（ナレーション：奈波果林（2021年までは加藤みどり））。
- 競馬イントロドン!! - 騎手やグリーチャンネルのキャスター陣が、音声（ファンファーレ・実況など）だけでレース名などを当てる。
- その他、「月曜馬劇場」で放送された番組の続編（『淑子の見た北の大地』シリーズ、『鈴木淑子のホースマンに乾杯!Special』シリーズ、『競馬ワンダラー』シリーズ（レポーター：浅野靖典）、『佐藤哲三が選ぶ!名騎乗』シリーズ（2020年に『四半世紀の名騎乗』で放送後、2021年から続編として8月（上半期）、2月（下半期）に分けて放送している））や、競馬・馬事文化に関する様々なドキュメンタリーやバラエティを放送している。また、『ALL IN LINE世界の競馬』が開始される前は、合田直弘の司会による『ワールドフラットレビュー』（海外競馬の回顧）も放送された。
- これらの番組で特に再放送の要望が多かったものは、平日 9:00 - 10:00を中心に「グリーンチャンネル傑作選」として放送されるものもあるほか、続編が年末年始や、夏競馬（『トレセンまるごと情報局』の休止時）の特別放送時に編成されることもある。